# Nama ehrenbergii
Nama ehrenbergii är en strävbladig växtart som beskrevs av A. Brand. Nama ehrenbergii ingår i släktet Nama och familjen strävbladiga växter. Inga underarter finns listade i Catalogue of Life.